# Omar Diallo
Omar Diallo (Dakar, 1972. szeptember 28. – ) szenegáli válogatott labdarúgókapus.

## Pályafutása

### Klubcsapatban
Dakarban született. Pályafutása során a szenegáli ASC Jaraaf játékosa volt, de játszott Marokkóban a Raja Casablanca (1994–99), illetve az Olympique Khouribga (1999–02) csapataiban és a 2004–05-ös szezonban megfordult Törökországban is a Sakaryaspor együttesében.

### A válogatottban
1997 és 2002 között 32 alkalommal szerepelt az szenegáli válogatottban. Részt vett a 2000-es és a 2004-es afrikai nemzetek kupáján, mellette tagja volt a 2002-es afrikai nemzetek kupáján ezüstérmet szerzett válogatott keretének és részt vett a 2002-es világbajnokságon is.

## Sikerei, díjai
Raja Casablanca
- Marokkói bajnok (4): 1995–96, 1996–97, 1997–98, 1998–99

Szenegál
- Afrikai nemzetek kupája döntős (1): 2002